# Dolenje Brdo
Dolenje Brdo je naselje v Občini Gorenja vas - Poljane.